# Mala Kuprianivka, Vilneansk
Mala Kuprianivka (în ucraineană Мала Купріянівка) este un sat în comuna Kuprianivka din raionul Vilneansk, regiunea Zaporijjea, Ucraina.

## Demografie
Componența lingvistică a localității Mala Kuprianivka
     Ucraineană (92,96%)
     Rusă (7,04%)
Conform recensământului din 2001, majoritatea populației localității Mala Kuprianivka era vorbitoare de ucraineană (92,96%), existând în minoritate și vorbitori de rusă (7,04%).